# کلیسای کاتخی
کلیسای کاتخی (گرجی: კატეხის ეკლესია، ترکی آذربایجانی: Katex kilsəsi) یک کلیسای ارتدکس گرجی واقع در روستای کاتخ از توابع شهرستان بالاکن، شمال‌غربی جمهوری آذربایجان، در مرز با گرجستان است.